# Línia 2 de l'autobús urbà de Girona
La línia L2 o línia Hospital Josep Trueta - Estació d'Autobusos/RENFE - Avellaneda, és una línia d'autobús urbà regular de la ciutat de Girona integrada a la Zona 1 de l'ATM de l'Àrea de Girona, gestionada per l'empresa TMG SAU. Aquesta uneix l'Hospital Universitari de Girona Doctor Josep Trueta i l'Avellaneda, travessant la ciutat de nord a sud.

## Horaris
| L2                  | Primer servei            | Primer servei | Darrer servei            | Darrer servei |
| L2                  | A: Hospital Josep Trueta | A: Avellaneda | A: Hospital Josep Trueta | A: Avellaneda |
| Feiners             | 06:45                    | 06:57         | 21:45                    | 22:15         |
| Dissabtes i Agost   | 06:45                    | 07:12         | 21:45                    | 22:15         |
| Diumenges i Festius | 09:45                    | 10:12         | 20:45                    | 21:15         |

## Recorregut i parades
En el recorregut en sentit Hospital Josep Trueta, l'L2 inicia el trajecte a l'Avellaneda —provinent de l'L1— i va pel C/ Aragó fins a incorporar-se al C/ Barcelona passant per la Rotonda de Mas Gri passant per punts com la Clínica Girona, el Centre Comercial, el Parc del Migdia, i l'estació de tren convencional i l'estació d'autobusos interurbans i el tren d'alta velocitat fins a girar a la dreta per la ronda de Sant Antoni Maria Claret.
Posteriorment, gira a l'esquerra pel C/ de Joan Maragall i torna a girar cap a l'esquerra on s'incorpora a la Gran Via de Jaume I passant per davant de la delegació de la Generalitat de Catalunya i la plaça 1 d'octubre fins a arribar a l'avinguda de Ramon Folch.
Després agafa el Passeig de la Devesa fins a arribar a la rotonda del Pont de Pedret i agafant la segona sortida cap a l'avinguda de França fins a arribar a l'Hospital Universitari de Girona Doctor Josep Trueta.
| Codi  | Parada                          | Correspondència      | Altres |
| ----- | ------------------------------- | -------------------- | ------ |
| 15013 | L'Avellaneda                    | L1                   |        |
| 15041 | C/ Barcelona, Avellaneda        |                      |        |
| 15206 | Rotonda Mas Gri                 |                      |        |
| 15205 | C/ Barcelona, 209               |                      |        |
| 15207 | C/ Barcelona, 195               |                      |        |
| 15036 | C/ Barcelona, 159               |                      |        |
| 15034 | C/ Barcelona, 137               |                      |        |
| 15032 | C/ Barcelona - Centre Comercial |                      |        |
| 15318 | Parc del Migdia                 |                      |        |
| 15319 | C/ Barcelona - C/ Creu          | L8 L10               |        |
| 15320 | Estació d'Autobusos/RENFE       |                      |        |
| 15117 | Gran Via Jaume I - Generalitat  | L1 L11               |        |
| 15115 | Gran Via Jaume I - C/ Nou       | L1 L5 L6 L11         |        |
| 15203 | Av. Ramon Folch, 4 - Jutjats    | L1 L5 L6 L11 L12 L16 |        |
| 15160 | La Devesa - Av. de França       | L5 L6 L12 L16        |        |
| 15031 | Sant Ponç                       | L5 L6 L12            |        |

En el recorregut en sentit Avellaneda, l'autobús inicia el trajecte al mateix Hospital Universitari de Girona Doctor Josep Trueta fins a arribar a la rotonda de la Vila de Perpinyà on torna a anar cap al sud en sentit Avellaneda. Passa per l'avinguda de França fins a la rotonda del Pont de Pedret i segueix recte pel passeig de la Devesa fins a arribar a l'avinguda de Ramon Folch.
Un cop a l'avinguda de Ramon Folch, agafa la Gran Via de Jaume I fins a girar a la dreta cap a la plaça Marquès de Camps on es torna a incorporar a C/ Barcelona passant per l'estació de tren convencional i l'estació d'autobusos i interurbans i el tren d'alta velocitat, el Parc del Migdia, el Centre Comercial i la Clínica Girona fins a la rotonda de Mas Gri.
En el tram final per C/ Barcelona, segueix recte fins a girar a l'esquerra cap al C/ Aragó on comença la ruta de l'L1.
| Codi  | Parada                              | Correspondència      | Altres |
| ----- | ----------------------------------- | -------------------- | ------ |
| 15121 | Hospital Josep Trueta               | L6 L12               |        |
| 15212 | Rotonda Vila de Perpinyà            | L6 L12               |        |
| 15323 | C/ Antoni Varés                     |                      |        |
| 15379 | Av. Josep Terradellas               |                      |        |
| 15185 | C/ Antoni Varés                     |                      |        |
| 15184 | Pont de la Barca, 15                | L6 L12               |        |
| 15166 | Pg. Devesa - Pont de la Barca       | L5 L6 L12            |        |
| 15204 | Av. Ramon Folch, 9 - Jutjats        | L1 L5 L6 L11 L12 L16 |        |
| 15171 | Pl. Marquès de Camps, 2             | L3 L4 L5 L7          |        |
| 15040 | Estació d'Autobusos/RENFE           |                      |        |
| 15042 | C/ Barcelona - C/ Emili Grahit      |                      |        |
| 15033 | C/ Barcelona - C/ Caldes de Montbui |                      |        |
| 15035 | C/ Barcelona, 142                   |                      |        |
| 15037 | C/ Barcelona, 202                   |                      |        |
| 15038 | Rotonda Mas Gri                     |                      |        |
| 15039 | C/ Barcelona, 216                   |                      |        |
| 15014 | Avellaneda                          | L1                   |        |